# カンピロバクター症
カンピロバクター症（カンピロバクターしょう、英: campylobacteriosis）とは、カンピロバクター属菌の感染を原因とするヒトおよび家畜の感染症。消化器系腸炎が主な症状で、平成27年度の統計では、ノロウイルスの次に報告患者数が多かった。カンピロバクター属菌はグラム陰性、らせん状桿菌。水源となる河川などの汚染により発展途上国ではありふれた病気。キャンピロバクター症とも呼ばれる。
カンピロバクター症は、人のもっとも一般的な細菌性胃腸炎のひとつである。 米国では、毎年推定200万件のカンピロバクター腸炎が発生しており、胃腸炎の症例の5〜7％を占めていた。2000年の英国では、カンピロバクターは検査室で検証された食中毒の全症例の77.3％を占めていた。

## 原因
ヒトでは1982年に食中毒菌として指定された Campylobacter jejuni と Campylobacter coli の感染によるものが大部分を占め、汚染された食品や水、保菌動物との接触により感染が成立する。C. jejuni と C. coli はコレラ毒素に類似したエンテロトキシンを生産し、エンテロトキシンにより食中毒症状を発症する。
具体的には、保菌動物や鳥類などのふんにより汚染源となった食品の摂取。肉（特に鶏肉）の生食や加熱不十分、飲料水、サラダ、未殺菌の牛乳など。イヌ、ネコなどのペットも保菌していることがある。2006年EU/EFSAの報告によれば、鶏肉の80%が汚染されている。汚染されても、臭いや味に変化はない。
また、潜伏期間が2～5日と比較的長いことから、原因となった食品が残されていないことが多く、原因が特定されない場合も多い。食中毒事例からの検出は、C. jejuni と C. coli が90 %程度とされているが、現在の検出方法は C. jejuni と C. coli 以外の検出に適していない事が原因である。
家畜
ウシでの原因菌は Campylobacter fetus であり、主に交尾感染により伝播する。
京都市保健福祉局の調査によれば、ウシの胆汁から Campylobacter jejuni が150検体中42検体 (28 %) から検出、全国調査では胆汁から35 %、肝臓から12 %の検出が報告されており、屠殺の際に胆嚢を破らない、牛レバー生食による感染の危険性が示されていた。

## 症状
成人の死亡例は希であるが、2歳以下では珍しくない。
- ヒト
  - 発熱（軽い症状では38 ℃以下、重症では39 ℃以上の発熱になることもある）・激しい下痢（ときに粘血便）・強い腹痛が主であり、嘔吐を伴うこともある。腹痛は下痢よりも長期間継続。100個程度の菌でも発症[10]。たとえば、生の鶏肉からの一滴のしずくでも発症する[11]。
  - サルモネラ症のような症状だが、サルモネラ症よりはやや軽いことが多い。
  - 潜伏期間は約2 - 7日で、2 - 5日で回復する。
  - 反応性関節炎が腸炎（胃腸炎、大腸炎）治癒後にみられることがある。カンピロバクター腸炎のみならず、サルモネラ菌や赤痢菌による感染性腸炎後にも起こり得るが、カンピロバクター腸炎後が2.6 %と最も高いといわれている[12]。
  - まれに、0.1 %くらいの頻度で、腸炎が完治してから10日後くらいにギランバレー症候群を併発することがある[13]。従って、腸炎症状が治った後の患者も注意を払う必要がある。
  - この他、中毒性巨大結腸症や敗血症、溶血性尿毒症症候群などを合併した症例もある。
- ウシ
  - 初感染の場合は雌に一時的な不妊症や妊娠中期（胎齢4 - 7ヶ月）における流産を引き起こすが、雄では不顕性感染を示す。流産胎子は皮下組織の膠様浸潤、胸水や腹水の増量、肝臓の混濁腫脹、肺の水腫、臓器表面の線維素付着などを示す。

## 診断
ヒトでは糞便、ウシでは流産胎子の胃、盲腸内容物を材料として本菌の分離を行う。分離にはSkirrow培地やCCDA培地などの選択培地を使用する。ポリメラーゼ連鎖反応 (PCR検査) による検出、同定も可能である。
糞便中には、非病原性のものも含め細菌が無数にいるが、症状から細菌性腸炎を疑った場合、便中に白血球がいること、カモメが翼をひろげたような形状のグラム陰性桿菌 (gull-wing shaped GNR) の二点が確認できれば、臨床的にはほぼカンピロバクター感染症と診断してよい。

## 治療
患者の多くは自然治癒し重篤な症状に至ることは少なく、特別な治療を必要としないが、重篤化した場合稀にギラン・バレー症候群を引き起こすこともある。一方、敗血症や重篤な症状を呈した場合、対症療法と併せて抗生物質による薬物療法が必要となる。薬剤としては、マクロライド系が第一選択薬剤として推奨されている。しかし、自然耐性を示すセフェム系薬剤では、治療効果は望めない。また、ニューキノロン系に対する薬剤耐性菌が1994年頃から増加し、世界的な問題となっている。
- ヒト
  - マクロライド系抗生物質（エリスロマイシンやクラリスロマイシン）、ホスミシン、ゲンタマイシンの投与。
- 牛
  - 雌では子宮洗浄を行う。雄では治療効果が乏しいため殺処分する。

## 食品衛生の観点から
60℃、1分程度の加熱でほぼ不活性化されることから、十分な加熱調理と肉類に触れた器具や手指の洗浄、生食する野菜と肉類の接触防止といった二次汚染の防止処置を行えば簡単に防ぐことが出来るが、飲食店や学校の調理実習等での食中毒事例が多く発生している。冷凍や「湯引き」などの方法では不活性化出来ない。厚生労働省は食鳥処理業者に対し2006年3月に、「一般的な食鳥処理場に於ける衛生管理総括表」を作成し指導を行った。なお、日本では2012年以降飲食店での生肉や牛レバーの食用提供が法規制され、生肉食が原因となる感染の機会は減少している。鶏刺しで伝統的に鶏肉の生食を行う鹿児島県や宮崎県は独自の基準を設けている。